# Griș
Grișul este un produs obținut prin măcinarea grâului.
Conține particule albe de granulozitate mare (mai mari decât particulele făinei) obținute din miezul bobului de grâu.
Este bogat în gluten, amidon și proteine.
Grișul este utilizat, în principal, pentru a obține paste făinoase dar și pentru a prepara griș cu lapte și cuș cuș - mâncare populară în Maroc și Algeria.